# شانا ديل
شانا ديل (بالإنجليزية: Shana Dale)‏ (ولدت في عام 1964 في جورجيا) هي محامية وسياسية أمريكية شغلت منصب نائب مدير وكالة ناسا في فترة الرئيس جورج دبليو بوش منذ عام 2005 إلى عام 2009.

## عملها
قبل قدومها إلى وكالة ناسا كانت ديل نائبة مدير الأمن الداخلي والقومي في المكتب السياسي للعلوم والتكنولوجيا في المكتب التنفيذي لرئيس الولايات المتحدة.